# Daniel Williams (homme politique)
Pour les articles homonymes, voir Daniel Williams et Williams.
Daniel Williams, né le 4 novembre 1935 dans la paroisse de Saint David en Grenade et mort le 2 octobre 2024, est un homme politique grenadien, gouverneur général de la Grenade de 1996 à 2008, succédant à Reginald Palmer. Il est choisi par le Premier ministre Keith Mitchell, et officiellement nommé par la reine de la Grenade, Élisabeth II.
En tant que gouverneur général, il est le représentant officiel de la reine, et exerce les fonctions de celle-ci en son nom.

## Biographie
Williams étudie le droit à Londres. Dans les années 1980, il est député en Grenade, et occupe successivement les postes de ministre de la Santé, du Logement et de l'Environnement, ministre du Développement de la communauté et des femmes, puis ministre des Affaires juridiques et procureur général (Attorney General). Il est membre du Conseil de la Reine en 1996.
Lui succède comme gouverneur général le 27 novembre 2008, Carlyle Glean.
Daniel Williams meurt le 2 octobre 2024 à l'âge de 88 ans.